# توماس كيلر (مجدف)
توماس كيلر هو مهندس كيميائي سويسري، ولد في 24 ديسمبر 1924، وتوفي في 29 سبتمبر 1989 في مونت كارلو في موناكو.

## وصلات خارجية
- توماس كيلر على موقع الاتحاد الدولي للتجديف (الإنجليزية)
- توماس كيلر على موقع أوليمبيديا (الإنجليزية)